# Dipartimento di Bassikounou
Il dipartimento di Bassikounou è un dipartimento (moughataa) della regione di Hodh-Charghi in Mauritania con capoluogo Bassikounou.
Il dipartimento comprende 4 comuni:
- Bassikounou
- El Megve
- Fassale
- Dhar